# 通勤列車

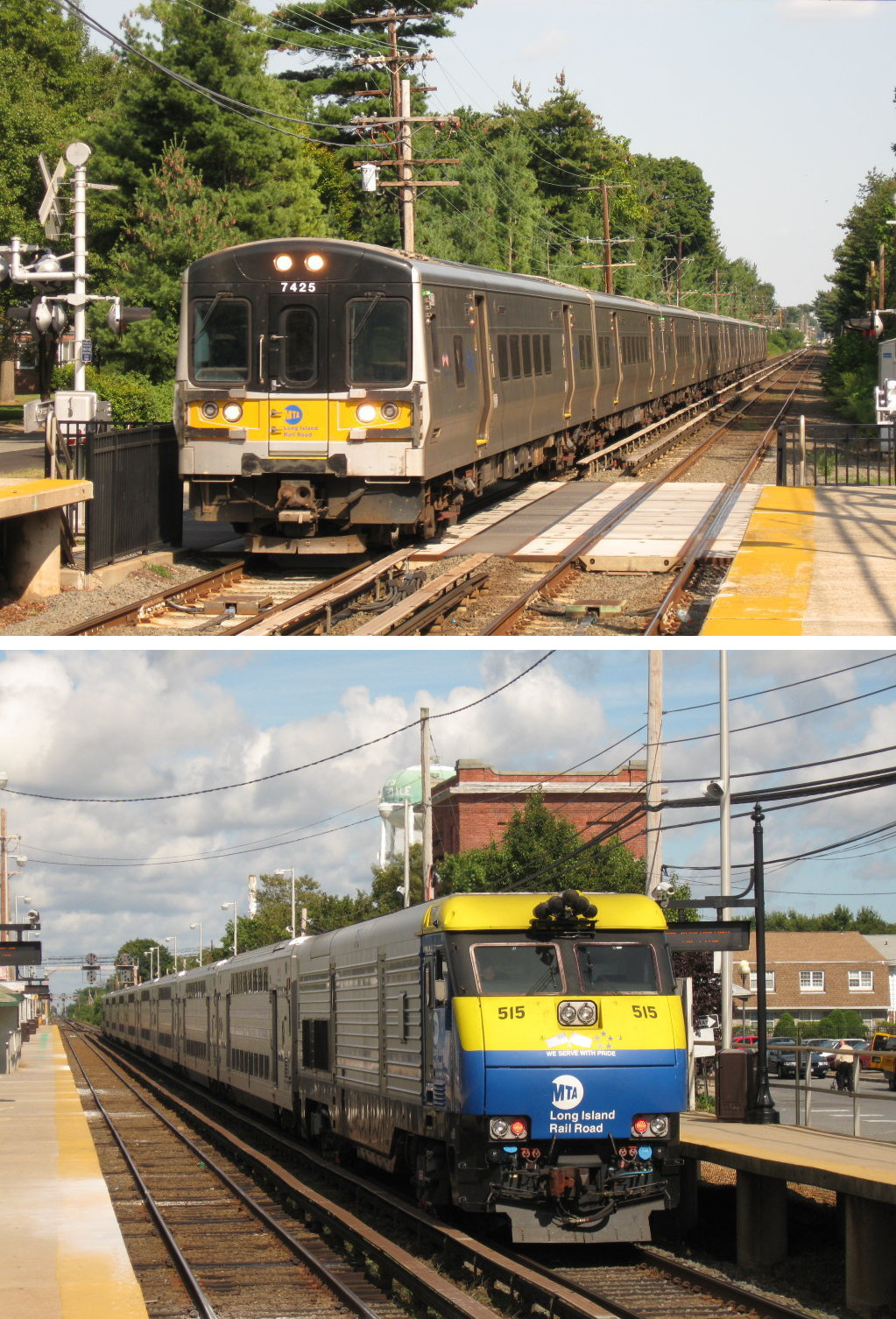
ロングアイランド鉄道の電車及びディーゼル機関車で運転される通勤列車。メトロノース鉄道及びNew Jersey Transit Rail Operationsとともに、同社はニューヨークに流入する路線を運行している。

通勤列車（つうきんれっしゃ）・通勤電車（つうきんでんしゃ）は、大都市の都心（CBD）と郊外との間を結び、通勤・通学に供される目的で主に運行されている列車やその路線を指す。英語では「リージョナル・レール Regional rail」あるいは「コミューター・レール commuter rail」と称され、通勤鉄道の訳語が充てられることもある。通勤列車は毎日勤務先と家との間を往復する大量の住民を運んでいる。
大都市周辺の地域鉄道サービスは近年世界的に関心が高まっている。その背景には道路混雑・化石燃料への依存・排気ガスの放出など環境問題に対する意識の高揚や、自家用車の所有・駐車・通行・燃料などの費用の増加への危機感がある。
この項目では既存の長距離鉄道路線に直通するものについて記述する。地下鉄・モノレール・新交通システムといった都市高速鉄道、ライトレール等については当該項目を参照。

## 各国の通勤列車
フランス語圏ではRER、旧ソ連諸国ではエレクトリーチカ、ドイツ語圏ではSバーン、スペインではセルカニアス、台湾では区間車と呼ばれている。
アメリカでは、私鉄は原則として貨物専業であり、都市内および都市近郊を走る通勤鉄道はニューヨーク市地下鉄、シカゴ・L、メトラ、SEPTAなど自治体が関わる形で運営されているものが多い。このほか高頻度に通勤列車が運転されている都市としてはボストン、フィラデルフィアなどがある。一方で路線はあるものの、ほぼラッシュ輸送のみに特化しているシアトルのサウンダー通勤鉄道のような路線もあり、このように通勤時間帯以外には極端に本数が少なくなる、ローカル線然とした通勤鉄道は公共交通機関への依存度の低いアメリカではしばしば見受けられる。
ヨーロッパやアジア、北アメリカ、北アフリカ以外で高頻度に運行される大規模な通勤列車網が発達している都市には、オーストラリアのシドニーやメルボルン、南アフリカのヨハネスブルクやケープタウン、ダーバン、アルゼンチンのブエノスアイレス、ブラジルのサンパウロやリオデジャネイロがある。

## 列車の形態

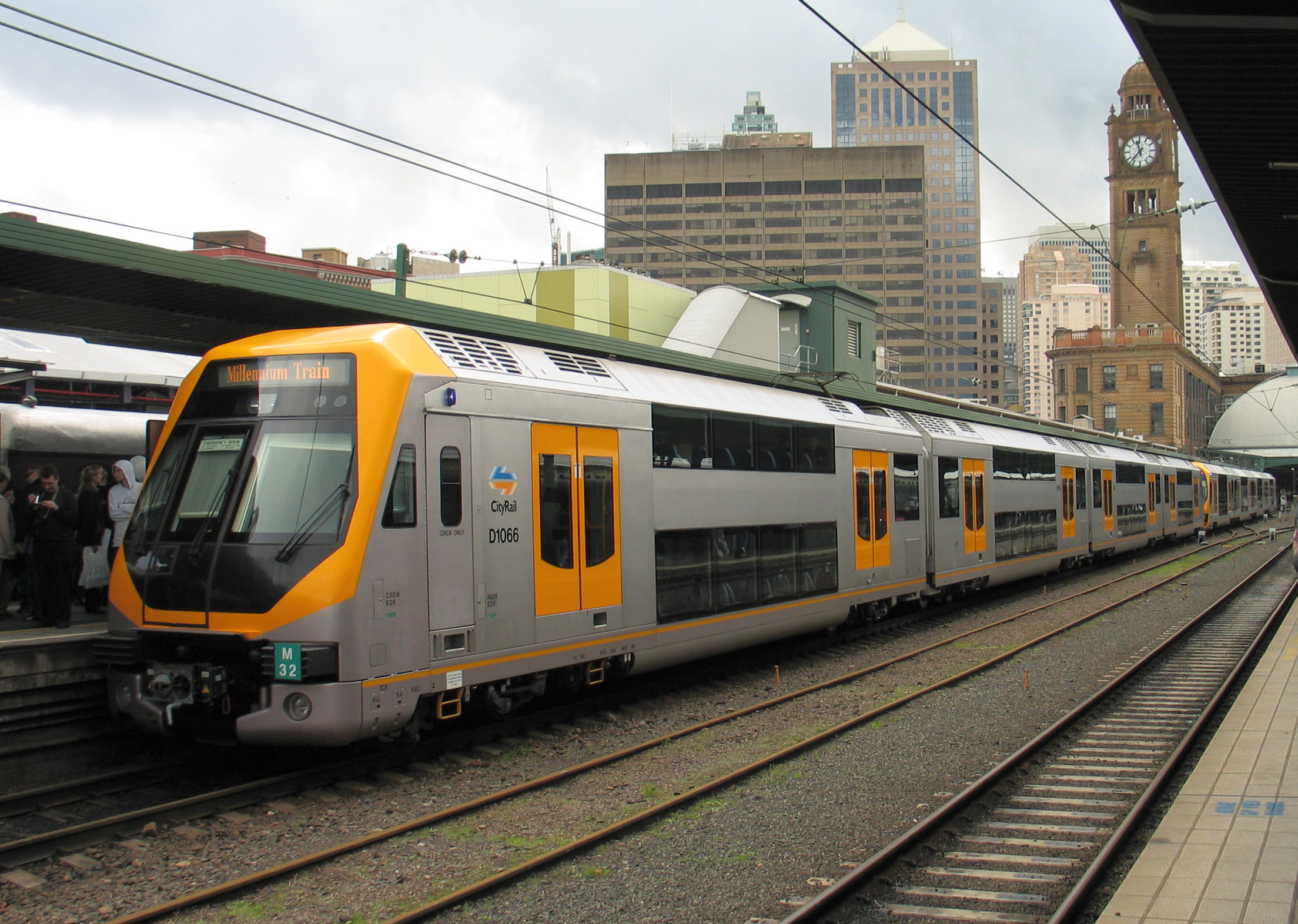
シドニーのセントラル駅に停車中の二階建て通勤列車（シティレール・ミレニアム）

通勤目的で設計・製造されている鉄道車両は普通、乗客の大量輸送に最適化されている。快適な座席や手荷物用のスペースもある程度確保しつつ、長距離列車用のアメニティ設備は省かれ、一人でも多く座席に座れるよう2階建てにするような車両もある一方、座席定員を抑えて一人分でも多くの立ち席を確保する目的で作られた車両も多い。通勤列車の走る距離は一般的には数 kmから数十 kmにおよび、営業運転速度は時速55 kmから時速100 km超に及ぶ。客車は、1階建てで一両あたり80人から110人、2階建てで145人から170人ほどの乗客を乗せることができる（「座席」節も参照のこと）。

## 他の客車との違い
一般的に、通勤列車は専用軌道の上を走るよう設計されている。都市中心部を結ぶ路面電車、ライトレール、あるいは地下鉄との違いは次のような点である。
- より旅客収容力が大きい。
- 都市内の交通機関と比べ、列車の頻度が少ない。日本の大都市部の場合、ラッシュ時には2分間隔程度で運転される路線も多く、都市内交通機関との差はない。
- 待たずに乗れるよう一定の時間の間隔で走るというよりは、時刻表に合わせて一定の時刻に駅に到着するようになっている。
- 郊外など、人口密度の比較的低い地域を走る。
- インターシティなど都市間優等列車や貨物列車などと線路を共有する。

特急列車や貨物列車など各地を結ぶ鉄道路線の上を走ることにより、一から通勤用の新路線を建設する手間は省け、通勤列車網を構築する費用は格段に安く済む。しかし、長距離列車の遅れによる影響を避けるため、通勤専用線が建設されることも多い。香港のMTR東鉄線や日本のJRでは、長距離列車と路線を共有しながら、地下鉄並みのキャパシティの列車（一両あたり300人以上で座席が少ない）を地下鉄並みの頻度で走らせている例もある。東京圏の中央線快速はその典型例であり、快速電車が高頻度で運転されている合間に特急列車が運行されている。また、名鉄名古屋駅では、2線3面という限られた設備ながら、広い時間帯で各方面、各種別の列車を2分間隔でさばいている。
通勤列車専用の軌道の場合でも、その軌間はほとんどの場合に各国の標準的軌間を採用している。従って狭軌を採用している国や地域では通勤列車も同様である（日本やスイス、インド、あるいはオーストラリアの一部など）。

### 地下鉄・都市高速鉄道との融合
地下鉄と通勤列車を相互乗り入れさせるシステムや、通勤列車システムが独自の地下路線を持つ例も各国で見られる。こうしたシステムでは、密度の高い都心や住宅地では列車は地下を走り、密度の低い郊外に出たところで地上へ出ている。マドリードの近郊列車セルカニアス、ダブリンの近郊列車 (DART)、パリのRER、ベルリンなどドイツやスイスのSバーン、シドニーの近郊列車シティレールなどには地下路線が存在する。日本のJRにも常磐緩行線や中央・総武緩行線などに見られる地下鉄との相互乗り入れや、横須賀・総武快速線やJR東西線のように地下路線を設けている例がある。
ヨーロッパやアジアなど人口密度の高い国では、都市間の距離が短いためにインターシティ・長距離列車と通勤列車の区別があいまいな例もある。たとえばベルギーやオランダのインターシティは走行距離が短く、面積の大きな国のコミュータートレイン並の距離・速度・列車設備で多くの通勤客を運んでいる。
地下鉄や都市高速鉄道の延伸が進んだ結果、路線によっては、地上区間や郊外区間が長大であり郊外通勤路線そのものの機能を持つ路線も多くなった。たとえば、東京、上海、ソウル等では地下鉄1路線あたりの距離が長く、始発・終着駅が郊外にある路線があり（東京メトロ東西線や東京メトロ有楽町線等）ため、地下鉄が通勤列車の様相を呈している。
一方、パリの地下鉄では路線が市内に限定されるため1路線あたりの距離は短く、通勤列車であるRERとは明確に区別される。アメリカやカナダにおいては地下鉄やライトレールと違い、通勤列車はピーク時しか運行しない路線も多く、ほとんどの路線で電化もされていないなど地下鉄やライトレールなどと明確に区別される。

## 編成

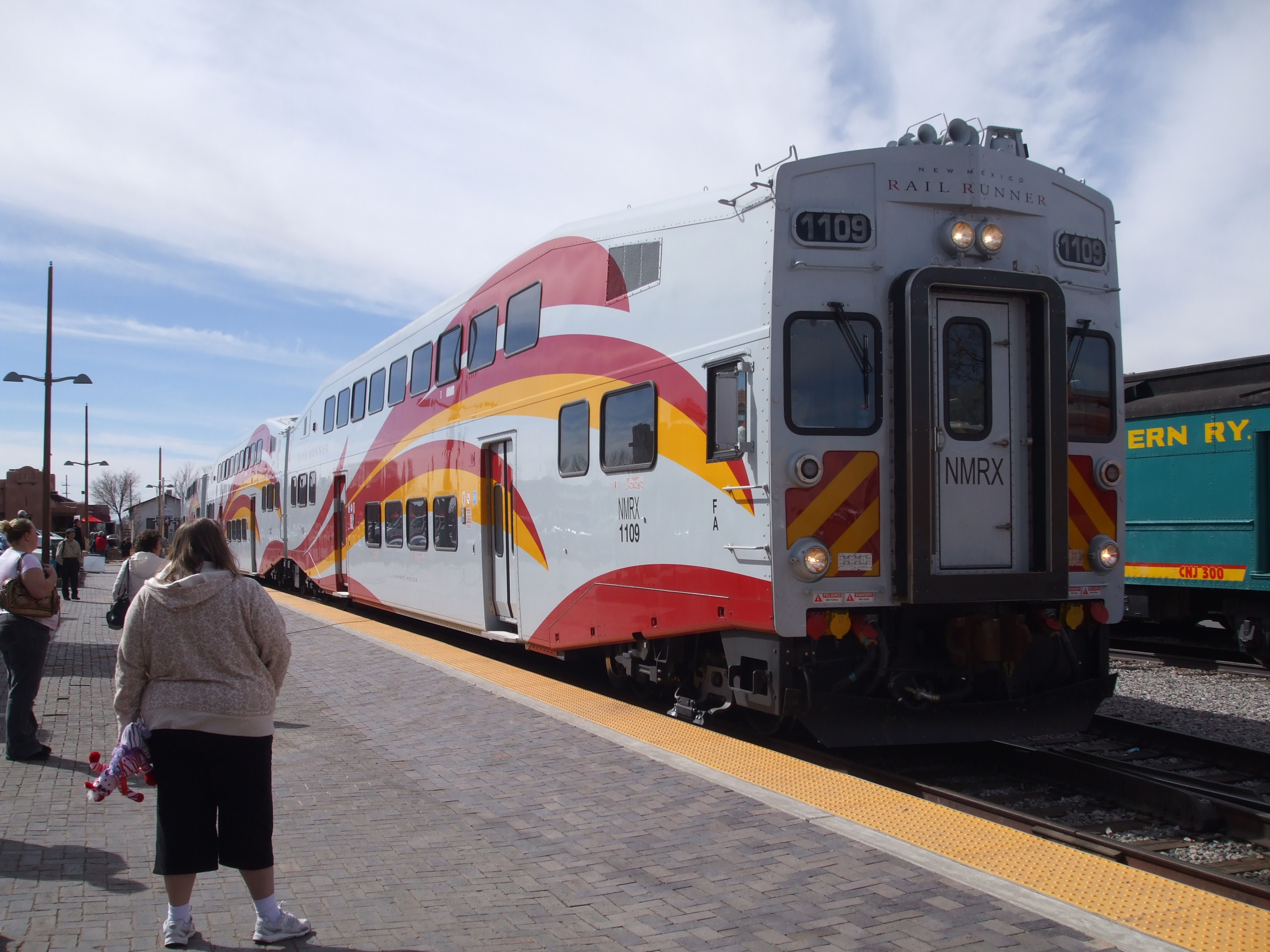
アルバカーキのプッシュプル方式の通勤列車 (ニューメキシコ・レイルランナー・エキスプレス)。客車にも運転席が備わり、反対側に連結されたMP36PH-3形ディーゼル機関車を操作し後押しさせる。

通勤列車は一般的には複数の車両で編成されており、各車両ごと・あるいは複数の車両にモーターを積んだ動力分散方式の自走式客車で、運転台が両方向にある列車である。国や地域によって、客車の下にディーゼルエンジンを積んだ気動車や、第三軌条や架線から電気をとる電車が使われる。頻繁な運行を可能にするため、往復運転できるように編成の両端に運転台が設けられていることが多い。
機関車（動力車）が通勤列車を牽引している場合もある。これは経営資源の有効利用のため、同じ編成を長距離のインターシティ（長距離旅客列車）と通勤用の両方に使っている場合などに見られる。この場合、動力車が編成の両端につけられたり、客車最後尾に運転席を設けて反対側の機関車を操作し運転するプッシュプル方式をとることがある。

## 座席
通勤列車の所要時間は国によって1時間以内から2時間以内ほどの短時間であり、このため列車の設計者は少しでも多くの乗客を詰め込めるように座席を設計する。
典型的な例は列車の右側と左側に、ベンチ状の長い座席が一列に並び向かい合っているロングシートである。この座席は座る乗客の肩が触れ合うなど快適でない部分があるが、列車中央に人が立つ空間が多く確保できるほか乗り降りも早く済む。
反対に、混雑に余裕がある路線では、長距離移動や一人でも多く座れるよう座席の数を増やしたボックスシートやセミクロスシートを採用する通勤列車も多い。ヨーロッパの通勤列車ではヘッドレストの無いボックスシートが多用される。
車両限界が大きいRERなどでは2階建て車両が珍しくない。アメリカの通勤列車の特徴として、中央部を吹き抜けとして車掌の検札の便をよくした「ギャラリーカー」と呼ばれる客車がある。これは2階建てであり、座席数を多くすることで着席定員の増加を目指している。通路を最小化し2+3配列のシートを採用している場合もあるが、3つ並んだ座席の中央にはあまり座りたがらないなどの難点もある。
| 「湘南ライナー」に充当されるJR東日本215系電車。座席数の多い2階建て列車は快適通勤の実現に効果的である、として設計、及び、導入された。 |  | カリフォルニア州のカルトレインで用いられる2階建て「ギャラリーカー」の車内 |
| 「湘南ライナー」に充当されるJR東日本215系電車。座席数の多い2階建て列車は快適通勤の実現に効果的である、として設計、及び、導入された。 |  | カリフォルニア州のカルトレインで用いられる2階建て「ギャラリーカー」の車内 |

### 日本
ロングシートで定員通りに座れる様にJR東日本では209系においては座面が窪みのある「バケットシート」を採用。ロングシートの座席幅が430ミリメートルが主流だった所を日本人の体格向上によって「座席が狭い」との声から450ミリメートルの幅拡張を209系電車や営団06系電車に採用。2000年代の日本国内に入るとJR東日本E233系電車・東急6000系電車・東京メトロ10000系電車においては460ミリメートル幅とした。関西私鉄においては470ミリメートル幅を採用している所もある。特に近畿日本鉄道は485ミリメートルの車両がある。
転換クロスシートが日本では名古屋地区や近畿地方を中心に採用されている一方、首都圏では京浜急行電鉄などを除き特別料金が必要となるライナー列車に限られる。珍しい例として特急形車両をそのまま転用した結果、特別料金無しでリクライニングシートを採用した例もある（快速くびき野など）。
2階建てにして座席数を増やす手法は日本でもJR東日本215系電車などで見られ、JR東日本の普通列車グリーン車などにおいて採用されているが、日本においては各駅での乗降客が多過ぎ遅延を招くという問題が多発したため普通車としては普及しなかった。

## 高速鉄道

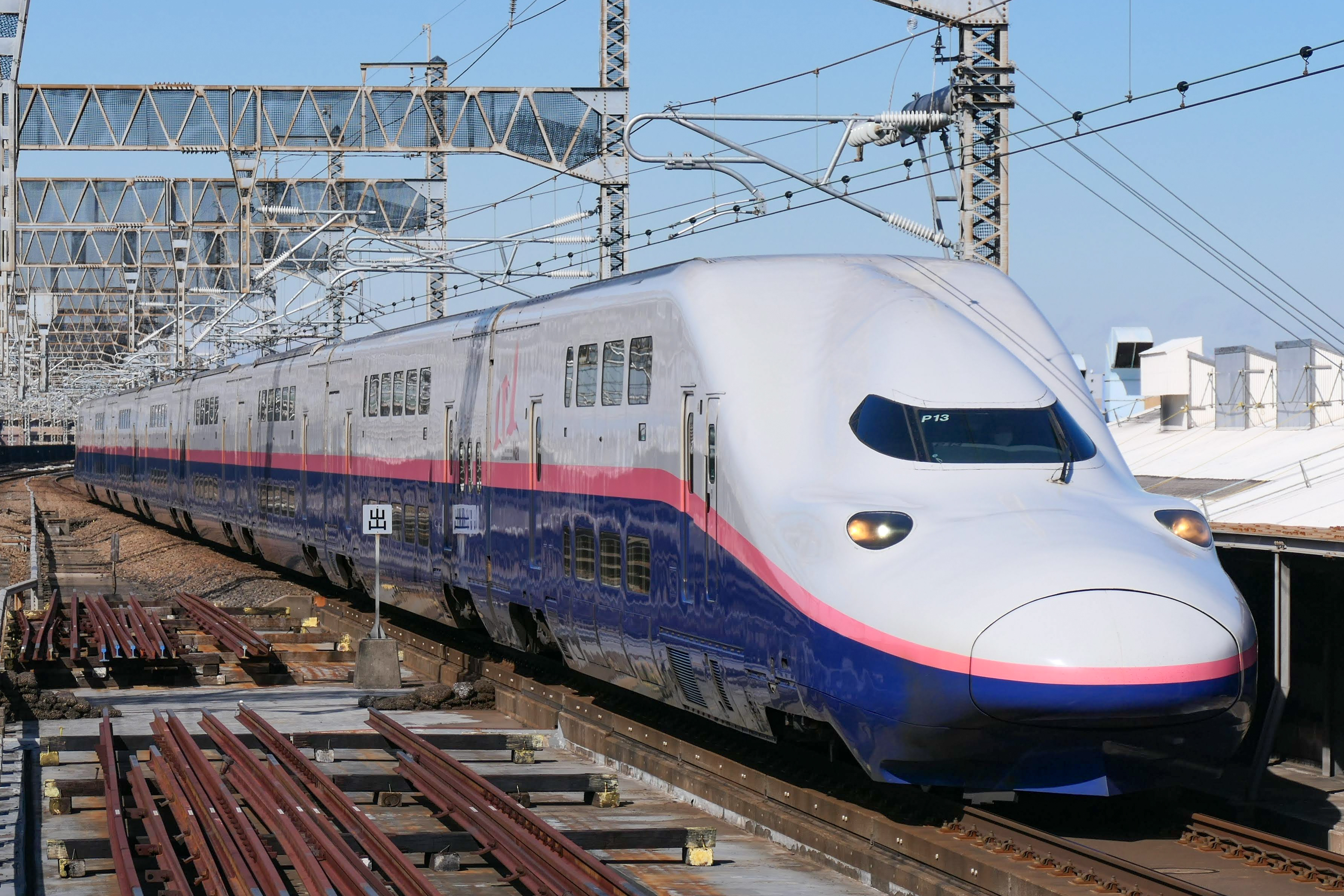
新幹線E4系電車（2021年 大宮駅）。1997年から2021年まで運用されていた

日本の新幹線では、遠距離から都心への通勤や都市圏間の通勤のために利用されることが次第に多くなり、新幹線E4系電車のように新幹線通勤に対応した総2階建て列車も導入された。
高速鉄道を通勤列車として使う事例は韓国や台湾にもあるほか、中国では郊外への通勤線（市域鉄路、例えば北京市郊外鉄道や成灌線など）や都市間鉄道（城際鉄路）に高速鉄道で使われている列車が投入され高速運転している事例もある。ヨーロッパでも既存鉄道の高速化改良に伴い、通勤列車や通勤に使われる中距離列車・インターシティが時速160キロ以上の高速で運行されている例もある。

## その他の「通勤列車」

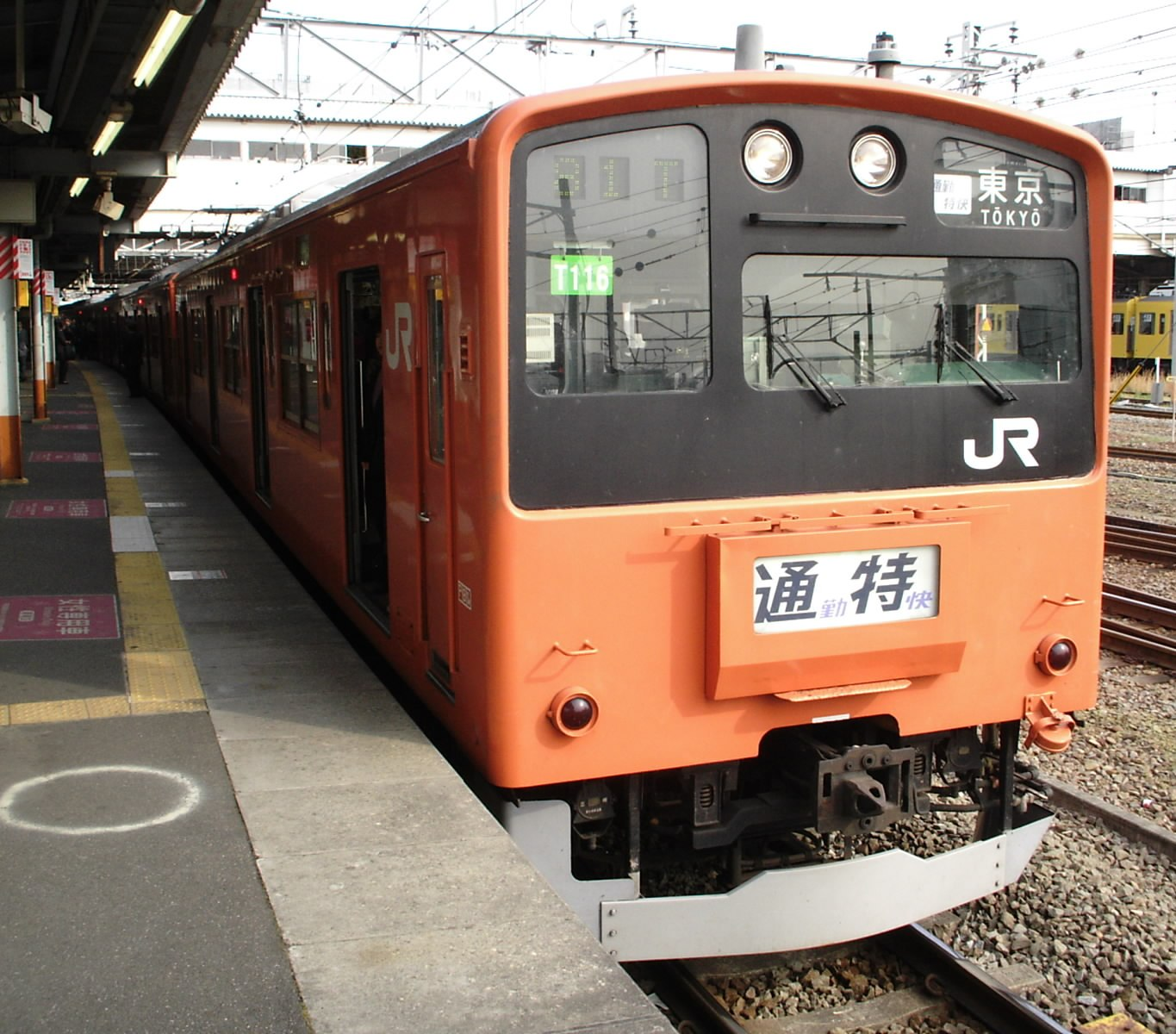
「通勤特快」に充当されたJR東日本の201系

- 日本の列車種別で「通勤」を接頭辞として付ける種別がある。
  - 列車種別に「通勤」を頭に付けると、その種別とは異なる停車駅で停車する列車になる。
  - 一般に、利用客が多い時間帯に運行されることから停車駅が多い場合があるが、中には少ない場合もある。
  - →列車種別#通勤種別を参照のこと。
- 韓国の列車種別の一つ。通勤列車 (韓国)を参照のこと。
- 2006年11月まで台湾にかつて存在していた列車種別の一つ。正式名称は通勤電車。復興号および通勤電車 (台湾)・区間車を参照のこと。